# Allein unter Männern
Allein unter Männern ist ein deutscher Fernsehfilm von Angeliki Antoniou aus dem Jahr 2001, der im Auftrag und für Das Erste produziert wurde. Ann-Kathrin Kramer spielt in der Titelrolle eine Tierärztin, die sich in einer Männerwelt privat wie beruflich mit Konkurrenz und Misstrauen konfrontiert sieht. Die weiteren Hauptrollen sind besetzt mit Harald Krassnitzer, Heio von Stetten, Dietrich Hollinderbäumer, Robert Spitz und Antonio Di Mauro.
Das Erste empfahl den Film mit den Worten: „Das spannend inszenierte Melodram […] gibt realistische Einblicke in den Alltag der Veterinärmedizin.“

## Handlung
Assistenztierzärztin Dr. Tana Fechner arbeitet für die Münchner Uniklinik, speziell in der Abteilung für große Haussäugetiere. Ihre Affäre mit dem verheirateten Dr. Marco Montesi, der dort ebenfalls arbeitet, beendet Tana, da Montesi keine Anstalten macht, sich von seiner Frau zu trennen. Da Montesi das nicht so recht akzeptieren will, setzt er Tana immer wieder unter Druck, aber sie bleibt konsequent. In der Uni hat Tana sich gerade auf die frei werdende Stelle als Oberärztin beworben. Doch auch ihr Kollege Dr. Alexander Pfleghar bewirbt sich um den Posten, was sie zu Konkurrenten macht. Tana, die Forschungen zur Erkrankung Borna betreibt, einer durch einen gefährlichen Virus ausgelösten Krankheit, die vor allem Pferde und Schafe befällt und sich lähmend auf das zentrale Nervensystem des jeweiligen Tieres auswirkt, schreibt ihre Doktorarbeit zu diesem Thema. Sie konnte ihre Arbeit jedoch noch nicht fertigstellen, da ihr noch zwei akute Fälle mit daran erkrankten Tieren fehlen, um die Statistiken glaubhaft untermauern zu können.
Tana und der aus Amerika zurückgekehrte Arzt und Reitstallchef Bernhard Bausch, der für seinen erkrankten Vater eingesprungen ist, verlieben sich schon nach kurzer Zeit ineinander. Doch ausgerechnet eines seiner Pferde, der Schimmel Arthos, erkrankt genau an der Krankheit, an der Tana forscht. So gerät sie unter Verdacht für die Infektion verantwortlich zu sein. Tana kann sich des Eindrucks nicht erwehren, dass jemand sie ganz bewusst sabotiert. Zunächst verdächtigt sie Dr. Marco Montesi ihr aus gekränkter Eitelkeit schaden zu wollen. Doch auch ihre neue Liebe bekommt einen Dämpfer als Tana erfährt, dass auch Bausch verheiratet ist. Sie zieht sich von ihm zurück und geht auf Abstand. Dann erkrankt erneut ein Pferd aus dem Reitstall Bausch, diesmal trifft es Leroy. In beiden Borna-Fällen sind die Tiere mit genau dem Virenstamm infiziert worden, den Tana im Labor für ihre Forschungen angelegt hat. Tierpfleger Mirek findet im Stall des Tieres im Stroh eine Spritze, die er Bausch übergibt. Bausch konfrontiert Tana mit dieser Tatsache. Sie rät ihm, wenn er glaube, sie sei so dumm und herzlos, so etwas zu tun und dann auch noch die Spritze dort liegenzulassen, müsse er zur Polizei gehen. Bauch meint, das werde er auch tun.
Tanas Chef Professor Dr. Poschinger, der mit dem alten Bausch befreundet ist, ist jedoch strikt dagegen, die Polizei einzuschalten, da er um den guten Ruf des Instituts fürchtet. Er macht ihr zudem deutlich, dass ihre gerade erst begonnene Karriere, sollte es eine Anzeige gegen sie geben, abrupt beendet sein könnte. Tana will nun versuchen, selbst herauszufinden, wer ihr und den Pferden das angetan hat. Sie bittet Dr. Alexander Pfleghar, dem sie vertraut, um Hilfe. Der Zufall will es, dass sie bei ihrer Suche auf ein teures Feuerzeug stößt, das Pfleghar von seiner Freundin Madeleine geschenkt bekommen und verloren hat. Als sie den Arzt damit konfrontiert, gibt er alles zu ohne irgendwelche Gewissensbisse zu zeigen, und lacht sie sogar aus, als Tana ihm an den Kopf wirft, er sei ein widerlicher, intriganter Mensch. Er habe die Oberarztstelle nun einmal haben wollen und sei bereit gewesen, dafür alles zu tun, was nötig sei, erwidert er nur lapidar. Da sie ihm aber nichts beweisen könne, solle sie eine gute Verliererin sein. Allerdings hat er nicht damit gerechnet, dass Bausch über Tanas eingeschaltetes Handy alles mitgehört hat. Bevor sich für Tana alles zum Guten wendet, geraten sie und Pfleghar jedoch noch in akute Lebensgefahr.
Letztlich ist so gut wie sicher, dass Tana die Oberarztstelle bekommen wird, denn die Bewerbungsfrist ist laut Professor Poschinger für sie aufgrund der Vorfälle verlängert worden. Auch privat kommt es zu einer Versöhnung zwischen ihr und Bernhard Bausch.

## Produktion, Veröffentlichung
Allein unter Männern wurde von der U5 Filmproduktion produziert.
Der Film wurde am 21. März 2001 im Programm der ARD Das Erste auf dem Mittwochssendeplatz zur Hauptsendezeit erstausgestrahlt.

## Kritik
Rainer Tittelbach von Tittelbach.tv gab dem Film drei von sechs möglichen Sternen und wertete: „Sinnlichkeit und feminine Ausstrahlung sind nur eine Seite von Ann-Kathrin Kramer. Die Schauspielerin ist eine Frau, der die Fernsehzuschauer vertrauen. In ihren Rollen wird so oft zum Kumpel mit der Option zum Verlieben. So auch in ‚Allein unter Männern‘ (2001) als Ärztin an der Münchner Uni-Tierklinik. Nicht gerade Grimme-Preis-verdächtig. ‚Ein netter Familienfilm‘, der nicht sehr in die Tiefe geht, aber ein Geschlechterproblem streift. An Kramers schöner Seite ihr Lebenspartner (und ‚Tatort‘-Ermittler) Harald Krassnitzer.“
Die Kritiker der Fernsehzeitschrift TV Spielfilm zeigten mit dem Daumen zur Seite, vergaben für Humor und Action je einen und für Spannung zwei von drei möglichen Punkten. Der Beschreibung: „‚Ein netter Familienfilm, der nicht sehr in die Tiefe geht, aber ein Geschlechterproblem streift.‘ Ann-Kathrin Kramer ist immer so wunderbar ehrlich – und ihre Augen wieder mal herrlich himmelblau“ folgt das Fazit: „Frau Doktor und das liebe Vieh – wie nett“.
Auf der Seite des Fernsehmagazins Prisma hieß es, ‚Allein unter Männern‘ sei „ein spannendes Melodram, das mit Ann-Kathrin Kramer, Harald Krassnitzer, Heio von Stetten und Dietrich Hollinderbäumer hervorragend besetzt“ sei.
Der Filmdienst fasste zusammen: „Melodram mit kriminalistischem Einschlag, im Mittelpunkt eine Veterinärmedizinerin, die sich mannigfaltiger Intrigen erwehren muss.“